# لونو

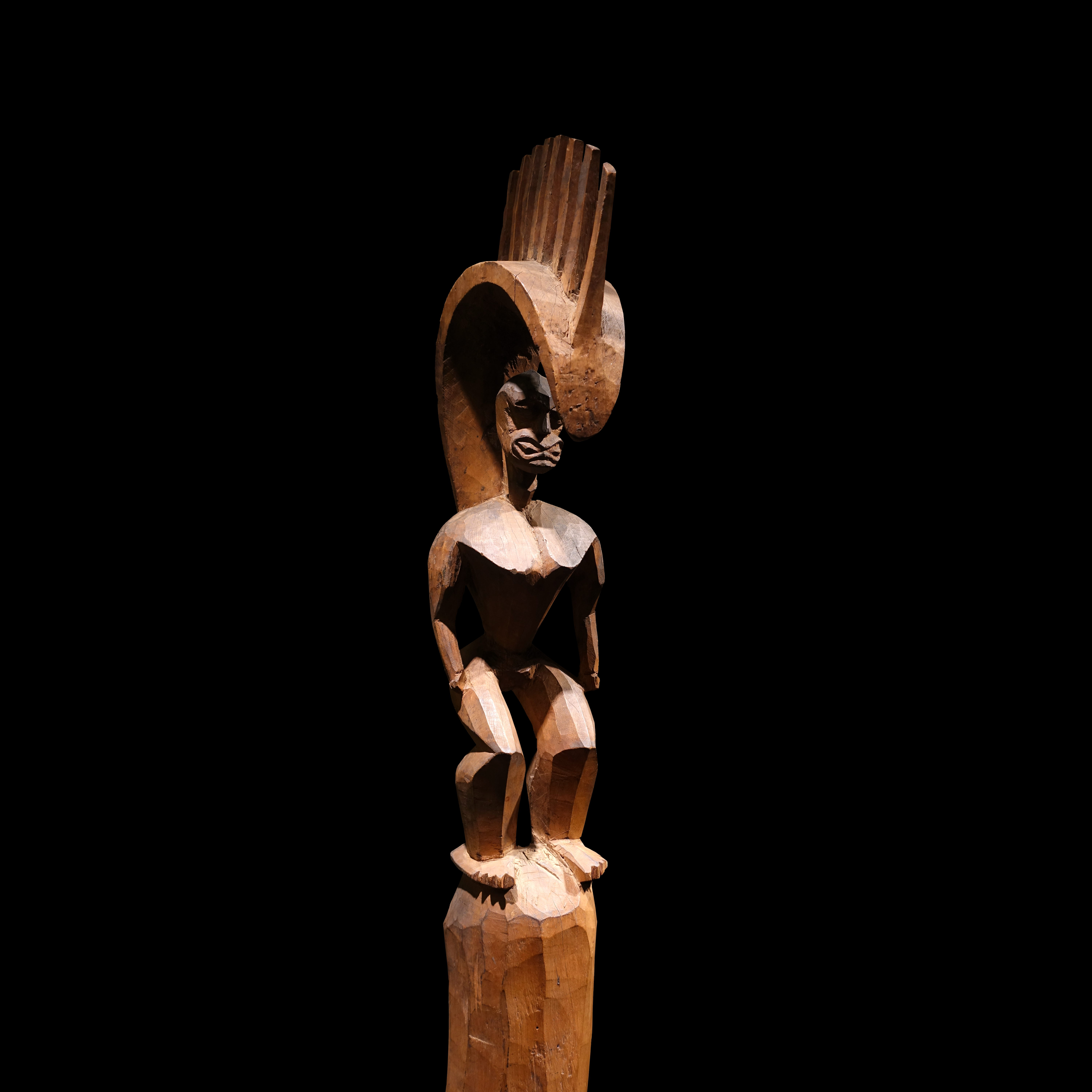
تندیس لونو در موزهٔ لوور

لونو خدای دین هاوایی‌ها است که با زایش، کشاورزی، باران، موسیقی و صلح در ارتباط بود. در یکی از بسیار افسانه ای که دربارهٔ لونو وجود دارد گفته شده که او خدای زایش بود که از راه یک رنگین‌کمان به زمین آمد تا با لاکا ازدواج کند. در کشاورزی، لونو با باران و تولید و کاشت غذا معرفی می‌شود. لونو یکی از چهار خدای اصلی هاوایی است، خدایان دیگر عبارتند از: کانه، کو و برادر دوقلوی کانه، کانالوآ.
لونو همچنین خدای صلح نیز هست که سالانه برای بزرگداشت او مراسم ماکاهیکی برگزار می‌شود.